# 多拉鎮區 (阿肯色州克勞福德縣)
多拉鎮區（英語：Dora Township）是位於美國阿肯色州克勞福德縣的一個行政鎮區。

## 地方資料
多拉鎮區的面積為33.57平方千米，當中陸地面積為30.33平方千米，而水域面積為0.24平方千米。根據2010年美國人口普查的數據，當地共有人口1300人，而人口密度為每平方千米38.73人。